# 비에트리술마레
비에트리술마레(이탈리아어: Vietri sul Mare)는 이탈리아 캄파니아주 살레르노도에 있는 코무네이다.
아말피 해안을 드라이브를 시작하기 편리하여 관광객들에게 인기있는 방문지다. 이곳은 아말피 해안의 첫 마을이 될 수도 있고 마지막 마을이 될 수도 있으며 이곳의 주민들은 "아말피의 첫 번째 진주"라고 부르는걸 좋아한다.

## 같이 보기
- 아말피 해안
- 소렌토 반도